# Beeraak (bundel)
De Beeraak is een bundel bladmuziek van bijna 300 bekende volksdansen, geschreven om volksdansen muzikaal te begeleiden. In het algemeen is de muziek één- of tweestemmig geschreven voor blokfluit en gitaar.

## Ontstaansgeschiedenis
De naam "Beeraak" is ontstaan uit de namen van Jan Berend (Beer) en Andries (Akie) Dusink, twee leden van de Nederlandse Jeugdbond voor Natuurstudie (NJN) die met het NJN-congres van 1973 de eerste Beeraak uitgaven. 
In de NJN, BJN en andere jeugdbonden werd veel gevolksdanst (gehupst) en de bundel zorgde ervoor dat steeds meer jeugdbondsleden het volksdansen muzikaal gingen begeleiden. De eerste Beeraak was daardoor al snel uitverkocht en er volgde in 1975 een tweede uitgave.

## Meerdere edities
- 1e druk 1973 met 160 volksdansen; samenstellers zie boven
- 2e druk 1975 met 200 volksdansen; samenstellers als 1e druk
- 3e druk 1977 met 155 volksdansen; samenstellers Rob Zomer en Dorinde Witsel; met medewerking van de Jeugdbondsuitgeverij (JBU)
- 4e druk 1985 met 300 volksdansen; samengesteld door de volksdansmuziekgroep Kadans; met medewerking van de Jeugdbondsuitgeverij en de stichting Nevofoon
- 6e druk 1988 Vanaf deze datum blijft de samenstelling stabiel; samengesteld door volksdansgroep Kadans; uitgegeven door stichting Nevofoon
- 7e druk 1990

In 2001 waren er zoveel nieuwe volksdansen in Nederland bijgekomen dat Kadans, in samenwerking met Nevofoon een 'Meeraak' heeft uitgegeven; een aanvulling op de Beeraak met 230 nieuwe dansen.